# Timbres de Mayotte 2008
Cet article recense les timbres de Mayotte émis en 2008 par La Poste.

## Généralités
Les timbres portent les mentions « Mayotte RF La Poste 2008 » (nom de la collectivité / monogramme RF pour République française / opérateur postal / année d'émission) et une valeur faciale en euro (€).
Ils servent pour affranchir le courrier au départ de la collectivité d'outre-mer, pris en charge par la section locale de La Poste.
Le programme philatélique, choisi par une commission philatélique locale, est réalisé par Phil@poste et son imprimerie.

## Légende
Pour chaque timbre, le texte rapporte les informations suivantes :
- date d'émission, valeur faciale et description,
- formes de vente,
- artistes concepteurs et genèse du projet,
- manifestation premier jour,
- date de retrait, tirage et chiffres de vente,

ainsi que les informations utiles pour une émission donnée.

## Janvier

### Coco et cocotier
Le 28 janvier, est émis un timbre de 0,54 euro représentant un cocotier près d'une plage et de l'océan. Au premier plan du dessin, deux noix de coco entière et tranchée.
Le timbre de 2,7 × 4,8 cm est dessiné par Christine Louze et est imprimé en offset en feuille de vingt-cinq exemplaires.

### Le zébu
Le 28 janvier, est émis un timbre de 0,54 euro sur le zébu, dont un spécimen est dessiné en train de brouter dans un champ sur un fond de ciel rose.
Le timbre de 3,6 × 2,6 cm est dessiné par Hervé Louze et imprimé en offset en feuille de vingt-cinq.

## Mars

### Condiments de Mayotte
Le 22 mars, est émis un bloc de quatre timbres de 0,55 euro sur des condiments utilisés dans l'île, représentés dans leur état naturel et dans celui prêt à être employé : la cannelle, le curcuma, le gingembre et la noix de muscade.
Les timbres de 3,6 × 2,6 cm sont dessinés par Hervé Louze et le bloc est imprimé en offset.

## Mai

### Le grand mariage
Le 26 mai, est émis un timbre de 0,55 euro reproduisant un dessin sur le grand mariage en costumes traditionnels.
Hervé Louze dessine ce timbre carré de 4 cm de côté imprimé en offset en feuille de vingt-cinq exemplaires.

### Hibiscus
Le 26 mai, est émis un timbre de 0,55 euro sur l'hibiscus dont est représenté un spécimen à fleur rose.
Le timbre de 3 × 4 cm est dessiné par Christine Louze et imprimé en offset en feuille de vingt-cinq.

## Juin

### Younoussa Bamana
Le 23 juin, est émis un timbre de 0,55 euro en hommage à Younoussa Bamana, mort en 2007, qui fut le premier député élu de Mayotte, puis son premier préfet.
La photographie de Bamana portant la Légion d'honneur est mis en page sur un timbre de 2,6 × 3,6 cm imprimé en offset.

## Septembre

### Le mbiwi
Le 22 septembre, est émis un timbre de 0,55 euro sur le mbiwi, du nom des bâtons de bambou qui rythment une danse mahoraise pratiquée par les femmes.
Le timbre de 3,6 × 2,6 cm est dessiné par Christine Louze et imprimé en offset en feuille de vingt-cinq.

## Novembre

### La broderie
Le 10 novembre, est émis un timbre de 0,55 euro sur la broderie. Une femme habillée d'orange brode sur un arrière-plan de broderies inspirées de la faune et de la flore de Mayotte.
Le timbre de 3 × 4 cm est dessiné par Hervé Louze et est imprimé en feuille de vingt-cinq exemplaires.

## Décembre

### La nouvelle mairie de Mamoudzou
Le 8 décembre, est émis un timbre de 0,55 euro représentant le nouveau bâtiment de la mairie de Mamoudzou.
Le timbre de 5,1 × 3,1 cm est dessiné par Gilles Renaud et imprimé en offset en feuille de vingt-cinq.

### Sources
- La presse philatélique française, dont les pages nouveautés de Timbres magazine.